# Samurai Deeper Kyo
Samurai Deeper Kyo (サムライ ディーパー キョウ Samurai Dīpā Kyō?) es una serie de manga escrita e ilustrada por Akimine Kamijō. Apareció por primera vez el 26 de mayo de 1999 en el Shōnen Magazine de Kōdansha y fue publicado hasta el 10 de mayo de 2006, en 38 tankōbon. El manga condujo a la adaptación de una serie de anime, en 2002, con el mismo nombre y que Studio Deen emitió en TV Tokyo desde el 2 de julio hasta el 23 de diciembre de 2002, en 26 episodios. La historia también ha sido adaptada a un videojuego de Game Boy Advance publicado en Japón en el 2002, y en América en el 2008 siendo el último juego para la consola portátil.
Tanto el manga como el anime combinan la acción histórica con fuerzas sobrenaturales, tomándose libertades con los personajes históricos para crear una historia alternativa del Japón Tokugawa. Aunque las diferencias argumentales entre el manga y el anime son considerables, ambas producciones siguen la historia de Kyō ojos de ogro (Onime no Kyo) en la búsqueda de su cuerpo después de que su alma fuera separada de este y sellada dentro del cuerpo de su rival, Kyoshirō Mibu. Kyō se enzarza en su búsqueda junto a la cazarrecompensas Yuya Shiina, Hidetada Tokugawa (también conocido por el nombre de Benitora, el maestro de las siluetas), heredero al shogunato y Yukimura Sanada, junto a otros.

## Argumento
La historia narra la búsqueda de Kyō ojos de ogro para reclamar su cuerpo. En el manga, se revela que todo el clan Mibu, a excepción de Kyō, es descendiente de las "muñecas de batalla", criaturas creadas por dicho clan, para luchar para su diversión. Con el tiempo, las muñecas de batalla terminan creyendo que son el clan Mibu verdadero, y que el clan Mibu verdadero en realidad fue destruido por luchas internas.
Los miembros del clan Mibu existentes están muriendo gradualmente por la "enfermedad de la muerte", conocida también como “la enfermedad de Mibu”. La hermana de Muramasa fue la primera en morir por ello, pero las muertes continuaron en otros miembros. La enfermedad se manifiesta cuando la persona infectada alcanza cierta edad. Por esta razón, el proceso del envejecimiento se ha parado en Antera, Tokito y probablemente en otros.
Kyoshirō Mibu es un vendedor de medicinas ambulante y conoce en el camino a Yuya Shiina, una cazarrecompensas que quiere ganar dinero a costa suya, ya que dice que Kyoshirō es buscado porque es un gran samurái. Sin embargo, durante el viaje, en el camino de Nikkōkai, se encuentran con un kenyō, monstruos que aparecieron en Sekigahara después de la batalla. Dentro del cuerpo de Kyoshirō aparece también Kyō como resultado de haber sido golpeados durante su batalla por un portal demoniaco. A partir de ahí Kyō y Kyoshirō se alternan en la posesión del cuerpo mientras se descubre la verdadera historia de ambos en el clan Mibu. Durante el camino son atacados por varios kenyō y otros antiguos compañeros de Kyō que quieren hacerse con el cuerpo de este.

### Diferencias entre formatos
Existe una diferencia importante entre el anime y el manga, por ejemplo Kyō en el anime es una construcción artificial, nacida de la tentativa de Kyoshirō de purgar la violencia y la crueldad de sí mismo. Aunque Kyō es sellado dentro de Kyoshirō después de perder en un enfrentamiento contra a él, como en el manga, los escenarios y las motivaciones difieren; Kyoshirō enfrenta a Kyō en la batalla de Sekigahara para detener su masacre, más que para proteger a Sakuya.
En el anime se proporcionan pocos detalles de Kyō, como su vida, sin embargo, en el manga se revela mucho más sobre la relación de Kyō con Akira y su “venda”, los cuatro emperadores, así como da ojeadas de su vida anterior cuando era amigo de Kyoshirō. Yuya, que se mantiene a menudo en el trasfondo del anime, desempeña un papel mucho más importante en el manga. El manga es más gráfico que el anime, conteniendo más sangre y desnudez que sus contrapartes de la televisión. Sin embargo, el manga y el anime comparten temas de la amistad aunque el anime desarrolla la idea de algunos guerreros que luchan realmente para alcanzar la paz.

## Personajes
- Kyō ojos de ogro: conocido por sus brillantes ojos color sangre (también carmesíes, de ogro o de verdadero Mibu). Es el samurái más grande y temido del mundo. Lleva una espada legendaria llamada Tenro (lobo divino), hecha por el maestro herrero Muramasa. En el manga, lo representan como un samurái frío e invencible. Cuando era joven, todo el clan Mibu lo evitaba a excepción del Sendai Aka no ō (Anterior Rey Carmesí). Después de asesinar a Oda Nobunaga lo arrojaron a los calabozos de Mibu hasta que Muramasa lo rescató y lo entrenó en el Mumyo Jinpu Ryū, siendo Kyō el último Mibu verdadero. Fue obligado a abandonar los Mibu cuando el entonces Aka no ō (Rey Carmesí) previó que trataría de destruir el mundo y que ellos estaban destinados a luchar hasta la muerte. Kyō era el líder de los Cuatro Emperadores, también conocidos como los Shiseiten, de fuerza cercana a la de Kyō. Su seiyū al igual que el de Kyoshirō es Katsuyuki Konishi.[4]
- Kyoshirō Mibu: un magistral espadachín, representado como el único rival del demonio Kyō. Manejó (antes de que lo hiciera Sasuke) el Shibien (Espada Púrpura), una Muramasa. En el manga, lo representan como uno de los herederos al trono del Aka no ō, los ojos rojos eran prueba de su linaje Mibu. Él es un "Caballero Cruz Roja", creado de la carne del Mibu verdadero. Luchó contra Kyō en la batalla de Sekigahara pero fue golpeado por un portal demoniaco y sus cuerpos se unieron. En el anime Kyoshirō se dividió en dos pedazos separados (Kyō y Kyoshirō) para dedicar su amor a Sakuya, y de esa manera no convertirse en el "Rey Carmesí".
- Yuya Shiina: es una huérfana encontrada y criada por su hermano Nozomu. Vive como cazadora de recompensas para encontrar al "hombre con la cicatriz en la espalda" (Kyoshirō) que había matado a su hermano. Su fuerte confianza en Kyō conduce al Aka no ō a pensar que ella puede ver el futuro. Su seiyū es Yui Horie.[4]
- Sanada Yukimura: famoso general que perdió la batalla de Sekigahara y planeó la muerte de Tokugawa Ieyasu. Viaja junto a Kyō para derrotar al clan Mibu y a Oda Nobunaga. Le acompañan siempre tres miembros del grupo Sanada Jūyūshi: Sarutobi Sasuke, Saizo y Kosuke. Usa la espada Sekireigan que le confiere poderes de extrema rapidez. Su seiyū es Megumi Ogata.[4]
- Benitora: su verdadero nombre es Hidetada Tokugawa, el heredero al trono del clan Tokugawa. También conocido como "El Maestro de las Siluetas" debido a su capacidad de hacer copias múltiples de sí mismo. Con la ayuda de Migeira obtiene el Hokurakushimon, un arma Muramasa verdadera, para derrotar a su padre, Ieyasu Tokugawa, que se convirtió en un kenyō. Su seiyū es Toshihiko Seki.[4]

## Contenido de la obra

### Manga
El manga fue escrito y dibujado por Akimine Kamijō, y su primer tomo fue publicado el 26 de mayo de 1999 en Shōnen Magazine. En total se han publicado 38 tomos en formato tankōbon, el último el 14 de julio de 2006. En Norteamérica el primer número fue publicado en un tomo de 200 páginas por TOKYOPOP el 10 de junio del año 2003. Sin embargo, tras publicar el número 34 en abril de 2009, se anunció que Kodansha dejó expirar los contratos de sus licencias para Estados Unidos sin posibilidad de renovación por parte de TOKYOPOP. Además se comunicó que Del Rey Manga se encargaría de publicar los 4 números siguientes en dos tomos combinados, el primero con los números 35 y 36 en diciembre de 2009 y los dos siguientes en junio de 2010. En España se publicó el primer tomó el 1 de abril de 2004. Kodansha también publicó un artbook de 112 páginas el 13 de septiembre de 2003.

### Anime
| Director                          | Junji Nishimura                   |
| Composición                       | Fukyōshi Oyamada                  |
| Producción                        | Norimitsu Urasaki Tomohiro Yamada |
| Dirección artística               | Toshihisa Koyama                  |
| Asistente artístico               | Ken Watanabe                      |
| Dirección de fotografía           | Noriko Kondo                      |
| Animación y diseño de personajes  | Manabu Fukusawa                   |
| Edición                           | Masahiro Matsumura                |
| Efectos especiales                | Shōichi Uehara                    |
| Planificación                     | Masahiro Nōchi                    |
| Dirección de sonido               | Yoshikazu Iwanami                 |
| Interpretación de temas musicales | Yuiko Tsubokura                   |

El anime dirigido por Junji Nishimura y producido por Norimitsu Urasaki y Tomohiro Yamada para Anime Works, consta de 26 episodios de unos veinticinco minutos cada uno. Fue lanzado el 2 de julio del año 2002 y se emitió en TV Tokyo hasta el fin de emisión el 23 de diciembre de 2002. Más tarde, el 24 de junio de 2003, fue distribuido por Media Blasters en 6 DVD.
La serie es transmitida por ABS-CBN en Filipinas, por True Vision en Tailandia o por Encore WAM en Estados Unidos.
La serie fue distribuida en España por Jonu Media en un solo DVD con los 26 episodios y fue emitida por el canal Buzz.

### Banda sonora
El anime, como tema de apertura (también conocido como opening), usa la canción Aoi no Requiem ("Requiem Azul") de Pipeline Project y que canta Yuiko Tsubokura. Asimismo, usa como tema de clausura (o ending) la melodía Love Deeper ("Amar profundamente"), de Pipeline Project que también canta Yuiko Tsubokura. La música fue compilada en un CD llamado Samurai Deeper Kyo: Capriccio y otro llamado Samurai Deeper Kyo Vocal Album.
Canciones del álbum Kyōsōka de Samurai Deeper Kyo
- Arboreus Mare por DRY
- PAX VOBISCUM -Negawaku wa Heian Najira to Tomo ni- por Hikaru Midorikawa (Migeira)
- Hanadoki por Megumi Ogata (Yukimura Sanada)
- Kisugi Kanyō no Koto por Toshihiko Seki (Benitora)
- Aosusuki por Yui Horie (Yuya Shina)
- Kohikoro mo por Yumi Kakazu (Okuni Izumono)
- Koran por Katsuyuki Konishi (Onime no Kyo)
- Ashikabi por Sōichirō Hoshi (Akira)
- Zessō por Tomokazu Seki (Shinrei)
- Yōryū Risui por Megumi Ogata (Yukimura Sanada)
- Dokumyōfū por Koyasu Takehito (Hotaru)
- Kinen por Katsuyuki Konishi (Kyoshiro Mibu)

### Videojuegos
La adaptación al videojuego se realizó en Game Boy Advance y PlayStation. El juego de la GBA se publicó en Japón en 2002 y en Estados Unidos y Europa en febrero de 2008. El publicador fue Bold Games y el desarrollador Marvelous, que tiene varios juegos basados en licencias de anime y manga, como Love Hina. El juego es de lucha en 2 dimensiones, el jugador va avanzando por un escenario con una perspectiva aérea luchando con cientos de enemigos, de estilo Beat´em Up. La versión para PlayStation se publicó el 12 de diciembre de 2002 en Norteamérica y el publicador y desarrollador fue Bandai.

## Recepción
Los miembros de Anime News Network han calificado la serie de manga con una puntuación de 7,60 sobre 10, situándola en el puesto 91 de su clasificación de los mangas más populares. Además está en el puesto 82 en la clasificación de mangas más vistos. En cuanto al anime, tiene una puntuación de 6,86 y está situado en el puesto 221 entre los más populares y en el puesto 169 entre los más vistos. Para los usuarios de la página Internet Movie Database la serie tiene una puntuación de 6,4 sobre 10.